# Joseph Thierry
Pour les articles homonymes, voir Thierry et Joseph Thierry (homonymie).
Joseph Thierry, né le 20 mars 1857 à Haguenau (Bas-Rhin) et mort le 22 septembre 1918 à Saint-Sébastien (Espagne), est un homme politique français.

## Biographie

### Jeunesse et études
Son père est le dernier maire français d'Haguenau avant la défaite de la France à Sedan.  Sa famille est expulsée par les Allemands, se réfugie à Marseille. Il a habité à l'angle du boulevard Haguenau et de l'avenue Saint-Julien à Marseille.
Joseph Thierry suit des études de droit à l'université d'Aix puis à l'université de Paris.

### Parcours professionnel
Ce républicain modéré et libéral succède en 1904 à Eugène Motte à la présidence de l'Union du commerce et de l'industrie pour la défense sociale, fondée en 1897. L'Union est liée à la Fédération républicaine et à son groupe parlementaire constitué de républicains progressistes de centre-droit, dont Thierry comme Motte et Paul Beauregard, son successeur en 1907, ont été les animateurs. Il était vice-président de cette Union depuis juin 1903. Il aurait perdu la présidence d'honneur de l'Union en raison de ses votes à la Chambre qui lui permirent cependant d'être ministre.
En août 1913, il se rend à Chalon-sur-Saône pour inaugurer un pont sur la Saône ainsi que la chambre de commerce.
Il est ambassadeur de France à Madrid le 13 octobre 1917.
Il meurt le 22 septembre 1918 des suites d'une opération d'un abcès au foie qu'il avait dû subir le 20 août.

### Parcours politique
- Député des Bouches-du-Rhône de 1898 à 1918.

- Ministre des Travaux publics du 22 mars au 9 décembre 1913 dans le gouvernement Louis Barthou.
- Sous-secrétaire d'État au Ravitaillement du 1er juillet 1915 au 12 décembre 1916 dans les gouvernements René Viviani (2) et Aristide Briand (5).
- Ministre des Finances du 20 mars au 12 septembre 1917 dans le gouvernement Alexandre Ribot (5).